# 카타마

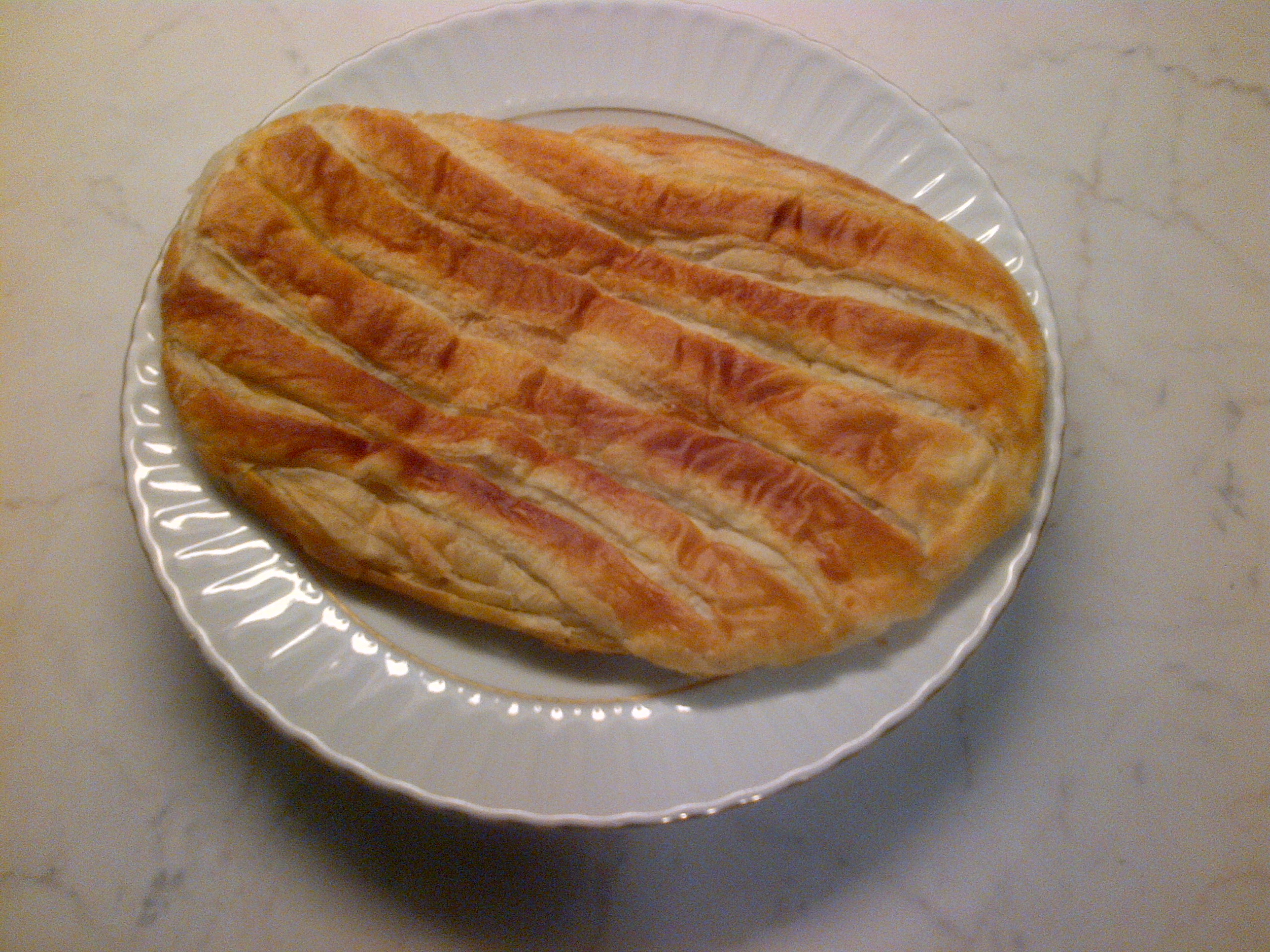

카틀라마 또는 까틀라마(카자흐어 : қаттама, 키르기스어 : каттама, 튀르키예어 : katlama, 몽골어 : гамбир)는 중앙아시아, 서아시아, 남아시아 등에서 먹는 납작하게 여러 층으로 이루어진 빵이다.